# Lene Christensen (fodboldspiller)
 Ikke at forveksle med Lene Maria Christensen.
Lene Christensen (født 4. februar 2000) er en kvindelig dansk fodboldspiller, der spiller som målvogter for Rosenborg i Toppserien. og Danmarks kvindefodboldlandshold.
Hun blev kåret som Årets kvindelige talent i 2020 af Dansk Boldspil-Union.

## Karriere

### Klubhold
Christensen startede hendes seniorkarriere for Kolding Q i Elitedivisionen og dækkede fra sæsonen 2018-19 målet i klubben som førstevalg. Efter alt 6,5 år i klubben skiftede hun i vintertransfervinduet i januar 2022 til norske topklub Rosenborg BK på en 2-årig kontrakt.
Hun er desuden blev kåret som sæsonens bedste målvogter i Gjensidige Kvindeligaen to gange i træk, i 2019/20 og 2020/21.

### Landshold
Hun har flere gange optrådt for de danske ungdomslandshold (U/16, U/19, og U/23). Hun deltog desuden under U/19-EM i fodbold for kvinder 2018 i Schweiz som førstevalg, hvor holdet nåede semifinalerne.
Hun fik debut på Danmarks kvindefodboldlandshold den 1. december 2020 i EM-kvalifikationskampen mod Italien, som endte uafgjort. Sidenhen er hun blevet det klare førstevalg på landsholdet og blev efterfølgende, den 16. juni 2022, udtaget til landstræner Lars Søndergaards trup til EM i fodbold for kvinder 2022 i England.

## Meritter

### Klub
KoldingQ
- DBUs Landspokalturnering
  - Finalist: 2018

## Bedrifter
Årets målvogter i Elitedivisionen
- - Vinder (2): 2019-20, 2020-21[5]